# عزابه (استان سکیکده)
عزابه (به عربی: عزابة) یک شهرداری در الجزایر است که در استان سکیکده واقع شده‌است.
 عزابه  ۵۶٬۹۲۲ نفر جمعیت دارد.